# Várdai Pál
Várdai Pál (Kisvárda, 1483 – Pozsony, 1549. október 12.) esztergomi érsek.

## Élete
Az egyházi pályára a Szapolyai-párt híveként lépett. II. Lajos uralkodásának ideje alatt Szent Zsigmond-prépost, 1519-től királyi kincstárnok, 1521-től veszprémi, 1523-tól egri püspök. A hatvani országgyűlésen az alsó nemesség őt akarta kancellárnak, de a király nem teljesítette e kívánságot. 
1526. augusztus 29-én részt vett a mohácsi csatában, s onnan szerencsésen megmenekülve, nagy tevékenységet fejtett ki Szapolyai Jánosnak királlyá választatása érdekében. Miután Szalkai László elesett Mohácsnál, Szapolyai megtette esztergomi érseknek. 1527-ben János király Lengyelországba menekült, Várdai Pál I. Ferdinándhoz pártolt át, aki megerősítette az esztergomi érsekségben. 1542-től királyi helytartó.
1539-ben – I. Ferdinánd beleegyezésével – ő koronázta magyar királynévá Szapolyai feleségét, Jagelló Izabellát. Amikor 1543-ban a törökök elfoglalták Esztergomot, Várdai az érseki székhelyet Nagyszombatba helyezte át.